# 오로지
오로지는 한국의 첫번째 버추얼 인플루언서이며 가상의 인물이다.
영원한 22살이라는 설정으로, 2020년 8월 19일 인스타그램에 첫 사진을 올렸다.